# Božidar Kante
Božidar Kante, slovenski filozof, * 19. maj 1951, Preserje pri Komnu, Slovenija.
Je redni profesor na Filozofski fakulteti Univerze v Mariboru. Na področju filozofije se Kante ukvarja predvsem s filozofijo umetnosti, estetiko (narave), epistemologijo in filozofijo jezika.

## Življenje
Kante je leta 1970 maturiral na Gimnaziji v Novi Gorici.
Leta 1977 je na Filozofski fakulteti v Ljubljani diplomiral iz filozofije in primerjalne književnosti, 18 let kasneje, leta 1995, pa je iz filozofije tudi doktoriral z doktorsko tezo Metafora in kontekst v filozofiji jezika in duha. Leta 1993 se je na Univerzi v Trstu 4 mesece izpopolnjeval v okviru TEMPUS programa Phenomenology and Cognitive Science, leta 1994 je opravil tritedensko specializacijo na Tehniški univerzi v Berlinu (Oddelek za filozofijo), 4 leta kasneje pa je prav tako v okviru programa TEMPUS opravil 2 tedensko specializacijo v Parizu.
Svojo pedagoško kariero je začel v šolskem letu 1975/76, ko se je kot profesor filozofije zaposlil na ljubljanski Gimnaziji Bežigrad, leto kasneje pa še na Gimnaziji v Novi Gorici. Leta 1979 se je zaposlil kot bibliotekar na Oddelku za filozofijo Filozofske fakultete v Ljubljani, kjer je ostal do leta 1996. Do leta 2000 pa je še honorarno predaval na Oddelku za bibliotekarstvo na isti fakulteti.
Od leta 1996 je bil zaposlen na Pedagoški fakulteti Univerze v Mariboru, nato pa je ob reorganizaciji prešel na mariborsko Filozofsko fakulteto. Do leta 2001 je bil zaposlen kot docent, od leta 2001 dalje kot izredni profesor, od leta 2006 pa je redni profesor estetike in filozofije umetnosti.
Leta 2015 je bil za 4 letno mandatno obdobje izvoljen za dekana Filozofske fakultete v Mariboru.

## Delo na področju filozofije
Kante je v uredniškem odboru filozofske revije Analiza, kjer je bil tudi glavni urednik, že od leta 1999 pa je glavni urednik revije Acta analytica: philosophy and psychology. Analiza je revija za analitično filozofijo, ki poudarja “racionalni, argumentativni pristop k filozofskim problemom” tako s teoretičnega kot s praktičnega področja. Revija ima 4 številke letno, poleg Kanteja pa so v uredniškem odboru še Smiljana Gartner, Vojko Strahovnik, Toma Strle, Borut Trpin in Sebastjan Vörös. Kante je tudi recenzent pri nekaterih tujih filozofskih revijah.
V njegovi bibliografiji je 210 del. Med obširnejšimi deli so znanstvene monografije  Estetika narave ter Metafora in kontekst ter monografija Kaj je metafora? in angleško delo Philosophy of art: contents and chapter III Art and institution.
Znanstveni sestavek Estetika in filozofija umetnosti je prvo slovensko sintetično delo iz tega področja filozofije. Kot je Kante dejal v intervjuju za RTV SLO, je med pisanjem tega dela imel v mislih predvsem študente in širšo publiko, ki bi jim delo služilo kot priročnik za spoznanje temeljnih pojmov in podatkov o različnih pogledih na umetnost.
V monografiji Estetika Narave, ki je izšla leta 2009, je opisal v grobem, človekov odziv na naravne pojave. Razlaga dvojno strukturo odziva, ki nam omogoča, da smo hkrati v naravi in zunaj nje. Po eni strani smo del narave po drugi pa nanjo gledamo z varne razdalje.
Napisal je učbenik Filozofija umetnosti, v soavtorstvu s Nenadom Miščevićem, Friderikom Klampferjem in Borisom Vezjakom pa še učbenik Filozofija za gimnazije.
Sicer je avtor ali soavtor številnih člankov, knjig, prispevkov na konferencah ter mentor diplomskim in magistrskim delom. Organiziral je tudi več mednarodnih simpozijev s področja filozofije umetnosti in med leti 1996-1999 opravljal funkcijo tajnika v European Society for analytical Philosophy.
Kante je leta 1999 organiziral kongres z imenom "Third European Congress of Analytical Philosophy", katerega se je udeležilo več kot 150 udeležencev s celega sveta. Je član več različnih slovenskih kot mednarodnih filozofskih društev, med drugimi Društva za analitično filozofijo in filozofijo znanosti, Slovenskega društva za estetiko, American Society of Aesthetics, British society for Aesthetics in Evropskega društva za analitično filozofijo (ESAP).

## Seznam pomembnejših del

#### Znanstveni monografiji
- Estetika narave, 2009
- Metafora in kontekst, 1996

#### Strokovne monografije
- Filozofija umetnosti: vsebina in poglavje III Umetnost in institucija, 2002
- Kaj je metafora? (1998)

#### Univerzitetni, visokošolski ali višješolski učbenik z recenzijo
- Filozofija umetnosti, 2001

#### Srednješolski, osnovnošolski ali drugi učbenik z recenzijo
- Filozofija za gimnazije (2002)